# Ceratarcha umbrosa
Ceratarcha umbrosa là một loài bướm đêm trong họ Crambidae.